# Stadtbezirk 7 (Düsseldorf)
Der Stadtbezirk 7 ist einer von zehn Stadtbezirken der nordrhein-westfälischen Landeshauptstadt Düsseldorf. Er umfasst dabei die Stadtteile Gerresheim, Grafenberg, Ludenberg, Hubbelrath und Knittkuhl. Die Form der Stadtbezirke zur Gliederung der Stadt Düsseldorf wurde 1975 eingeführt. Der Sitz der Bezirksverwaltung befindet sich im Rathaus Gerresheim.
Im Gegensatz zu anderen nordrhein-westfälischen Großstädten wie zum Beispiel Köln oder Duisburg verfügen die Stadtbezirke in Düsseldorf nicht über Eigennamen, sondern werden lediglich mit einer Ziffer bezeichnet.

## Beschreibung des Stadtbezirks

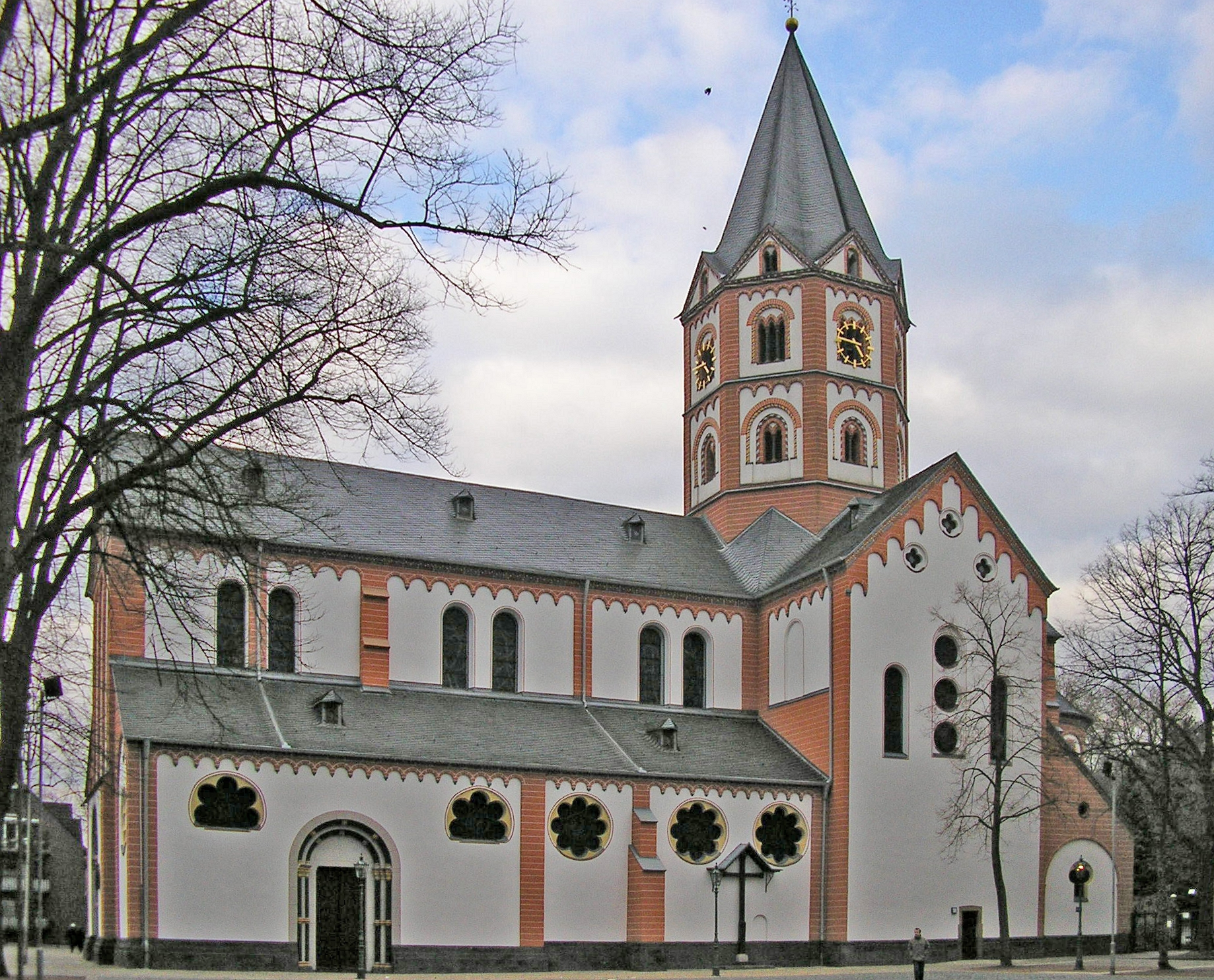
Basilika Sankt Margareta in Gerresheim

Neben den eher dicht bebauten Stadtteilen Gerresheim und Grafenberg umfasst der Stadtbezirk das ländlich geprägte Hubbelrath sowie den gehobenen Wohnstandort Ludenberg, der in weiten Teilen von Villen und hochwertigen Wohnanlagen geprägt ist. Der Stadtbezirk liegt an den westlichen Ausläufern der niederbergischen Höhenterrassen. In Hubbelrath befindet sich mit 165,2 m ü. NN die höchste Erhebung der Stadt. Der Bezirk wird durch weitläufige hügelige Felder und Waldgebiete geprägt. Der Grafenberger und Aaper Wald sind bedeutende Naherholungsgebiete mit Spazier-, Rad- und Reitwegen sowie zahlreichen Ausflugslokalen und Biergärten. Bekannte und beliebte Freizeiteinrichtungen sind der Wildpark, die Galopprennbahn Grafenberg, der Rochusclub, ein Segelflugplatz sowie ein Golfplatz. Sehenswert ist darüber hinaus der historische Ortskern von Gerresheim. Von gewisser geschichtlicher Bedeutung ist das Haus Roland, welches Mitte des 19. Jahrhunderts unter seinem damaligen Bewohner Anton Fahne ein bekannter Künstlertreffpunkt war.
Insgesamt ist der Stadtbezirk 7 einer der beliebtesten Wohnstandorte der Stadt Düsseldorf, wirtschaftlich spielt er eher eine untergeordnete Rolle.

## Politik
| Sitzverteilung in der Bezirksvertretung Stadtbezirk 7 Düsseldorf 2020Insgesamt 19 Sitze - Linke: 1 - SPD: 3 - Grüne: 5 - CDU: 7 - FDP: 2 - AfD: 1 Bezirksvertretungswahl 2020in Prozent %403020100 32,827,517,211,14,34,03,2 CDUGrüneSPDFDPLinkeAfDSonst.Gewinne und Verlusteim Vergleich zu 2014 %p 14 12 10 8 6 4 2 0 −2 −4 −6 −8−10−5,5+13,7−9,8+2,4+0,2+4,0−4,8CDUGrüneSPDFDPLinkeAfDSonst. |